# Carabodes wettsteini
Carabodes wettsteini är en kvalsterart som beskrevs av Sandór Mahunka 1996. Carabodes wettsteini ingår i släktet Carabodes och familjen Carabodidae. Arten är reproducerande i Sverige. Inga underarter finns listade.